# La sombra del caudillo (pel·lícula)
La sombra del caudillo és una pel·lícula mexicana que va ser dirigida per Julio Bracho, basada en la novel·la homònima de l'escriptor Martín Luis Guzmán. Va ser filmada en 1960, es va exhibir i va ser premiada en el Festival Internacional de Cinema de Karlovy Vary però la seva estrena comercial va ser censurada durant trenta anys.
La pel·lícula narra de manera crítica la història de la successió presidencial que va ocórrer durant els primers anys posteriors a la Revolució mexicana. Encara que els noms dels personatges de la vida real van ser canviats, la seva identificació en la pel·lícula és evident.

## Novel·la
Martín Luis Guzmán va escriure la novel·la en 1929. És una forta crítica al cabdillisme protagonitzat per Álvaro Obregón i Plutarco Elías Calles. El llibre va ser publicat a Madrid però va ser censurat a Mèxic durant algun temps. Vint-i-cinc anys abans de filmar la pel·lícula, Julio Bracho va mostrar interès a portar a les pantalles la novel·la de Martín Luis Guzmán i va començar a treballar en el projecte, en 1936, va adquirir els drets per a la filmació.Amb l'ajuda de Jesús Cárdenas, Bracho va realitzar l'adaptació del guió cinematogràfic. Tant Guzmán com Bracho apareixen en la pel·lícula com ells mateixos en una secció explicativa de la trama.

## Filmació, censura i estrena
En 1959, Bracho va declarar que creia que els governants, emergits d'una facció de la Revolució mexicana, havien arribat a una maduresa suficient com per a acceptar una autocrítica del règim. Va presentar el guió a la Secretaría de Gobernación i va ser autoritzat. Del 4 de febrer al 18 de març de 1960 la pel·lícula va ser rodada en la Ciutat de Mèxic i Toluca. Per al rodatge es va comptar amb l'aprovació i suport del president Adolfo López Mateos i es va facilitar la filmació a l'interior de la Cambra de Diputats i a l'interior del castell de Chapultepec.
El 17 de juny de 1960 es va exhibir de manera privada al cinema Versalles i pocs dies després va ser presentada en el Festival Internacional de Cinema de Karlovy Vary amb l'autorització del secretari de Governació, Gustavo Díaz Ordaz. Malgrat haver estat aclamada en el festival i de promoure's com la “millor pel·lícula mexicana de tots els temps”, es va impedir la seva estrena comercial a Mèxic sota un argument emès per la Secretaría de la Defensa Nacional que manifestava que "la pel·lícula denigrava Mèxic i les seves institucions" i que “oferia una visió falsa de la història i de l'Exèrcit mexicà”, la seva estrena comercial no es va aconseguir fins a 1990. Va ser el secretari de la Defensa, general Agustín Olachea, qui va exercir la pressió suficient al director general de Cinematografia, Jorge Ferretis, per impedir l'estrena i fer marxa enrere a l'autorització prèvia que es tenia donada. Una forta polèmica va ser protagonitzada per Bracho i Olachea durant tot l'any següent mitjançant una guerra de declaracions en els periòdics de Mèxic. La Secretaria de la Defensa va aclarir que l'opinió de Olachea havia de ser considerada com l'opinió d'un ciutadà i no com la postura oficial de la institució, es va demanar calma als periodistes i el secretari de Governació, Gustavo Díaz Ordaz, va prometre a Bracho que es faria efectiva l'autorització per a exhibir la pel·lícula. Però això no va succeir així, Bracho va insistir durant els sexennis presidencials de Díaz Ordaz i de Luis Echeverría Álvarez sense aconseguir veure el seu objectiu realitzat, va morir en 1978.
Només existien sis còpies de la pel·lícula. La primera va ser regalada al president Adolfo López Mateos qui la va lliurar a la Universitat Nacional Autònoma de Mèxic; la segona —després d'haver estat projectada al festival— es va quedar a Txecoslovàquia, motiu pel qual, es va poder exhibir a Polònia, Bulgària, la Unió Soviètica, Romania i Xina. Les altres quatre còpies van quedar sota resguard de la Secretaria de Governació. Durant el sexenni de José López Portillo es va fer un homenatge pòstum a Julio Bracho a Durango, es va planejar exhibir la pel·lícula però novament no es va autoritzar la projecció. A la fi de la dècada de 1970 i durant la dècada de 1980, amb la comercialització de les cinta de vídeos, van començar a circular a Mèxic diverses còpies clandestines de la pel·lícula, però no va ser fins al 25 d'octubre de 1990, durant el sexenni de Carlos Salinas de Gortari, quan finalment es va autoritzar l'estrena comercial de la pel·lícula, el qual es va dur a terme a la sala Gabriel Figueroa.
En 2010, durant el marc de les celebracions del centenari de la Revolució mexicana, la pel·lícula va ser exhibida per l'Instituto Nacional de Bellas Artes y Literatura en la sèrie “La novel·la de la revolució” del cicle Cinema Palacio.

## Sinopsi
Cap a finals de l'any 1924 es troba per acabar el període presidencial d'“el Cabdill” (identificat com Álvaro Obregón), qui afavoreix la candidatura del seu ministre de governació, el general Hilario Jiménez (identificat com Plutarco Elías Calles). El ministre de Guerra, general Ignacio Aguirre (una mescla de Adolfo de la Huerta i de Francisco R. Serrano), era aspirant a la presidència, malgrat els seus seguidors el secundaven per llançar la seva candidatura decideix alinear-se als designis del cabdill.
No obstant això, dos esdeveniments fan canviar d'opinió a Aguirre: el segrest del diputat Axkaná González (una espècie d' alter ego de l'escriptor Martín Luis Guzmán), que era el seu amic, i una forta discussió amb el general Jiménez. Una vegada que ha llançat la seva candidatura s'assabenta que serà detingut sota el pretext d'evitar una revolta civil, escapa i demana ajuda al general Elizondo, a qui considera el seu partidari. Però Aguirre és traït i assassinat a la carretera a Mèxic-Toluca. Aquest assassinat correspon en la vida real a la tragèdia de Huitzilac, on va morir Francisco R. Serrano. Va ser l'al·lusió a aquest esdeveniment històric el motiu principal pel qual es va impedir l'estrena durant trenta anys.

## Dades tècniques
Encara que Ismael Rodríguez pretenia ser el productor de la pel·lícula, la Secció de Tècnics i Manuals del Sindicat de Treballadors de la Producció Cinematogràfica de la República Mexicana (STPC de la RM) es va interessar en el projecte per a finançar, amb l'ajuda del Banc Nacional Cinematogràfica, la producció de la pel·lícula, el seu objectiu era construir una clínica mèdica amb els futurs guanys del film. D'aquesta manera va ser designat Rogelio González Chávez com a productor i representant del sindicat, José Rodríguez Granada va ser el coordinador i Ricardo Beltri el cap de producció. La fotografia va estar a càrrec d'Agustín Jiménez qui es va auxiliar del camerògraf Felipe L. Mariscal i del alumbrador Gabriel Castro. L'edició de la pel·lícula la va realitzar Jorge Bustos amb l'ajuda de Joaquín Ceballos i l'edició del so Raúl Portillo amb el treball d'Ernesto Caballero, Galdino Samperio i Ramón Moreno.
En les escenografies van col·laborar Jorge Fernández, Roberto Silva, Ramón Rodríguez Granada, Jesús Bracho i Salvador Lozano Mena. El vestuari dels actors va ser confeccionat per Armando Valdés Peza, Bertha Mendoza López, Julio Chávez y Tostado, i Pedro Chávez. El maquillatge va ser coordinat per Sara Mateos i la decoració d'escenaris la va fer Ernesto Carrasco. El llargmetratge editat té una durada de 129 minuts.

## Repartiment
Durant el període de càsting, per al paper de “Ignacio Aguirre” es va pensar en Arturo de Córdova; per al paper de “Axcaná González” es va pensar en Sergio Bustamante, Carlos Fernández, Luis Beristáin, Ernesto Alonso, Carlos Nieto, Ignacio López Tarso i Claudio Brook; per al paper de “Hilario Jiménez” es va pensar en Luis Aceves Castañeda i Pedro Armendáriz; per al paper de “la Mora” es va pensar en Ana Luisa Peluffo, Yolanda Varela, Rita Macedo i Katy Jurado. Mitjançant l'ajuda del Sindicat d'Actors cap dels actors va cobrar honoraris. Finalment, els rols principals van ser:
- Tito Junco: Ignacio Aguirre
- Tomás Perrín: Axkaná González
- Carlos López Moctezuma: Emilio Olivier Fernández
- Miguel Ángel Ferriz: Caudillo
- Ignacio López Tarso: Hilario Jiménez
- Bárbara Gil: Rosario
- Jorge Arriaga: Coronel Saldívar
- Víctor Manuel Mendoza: General Elizondo
- José Elías Moreno: Catarino Ibáñez
- Kitty de Hoyos: “La Mora”
- Antonio Aguilar: Jáuregui
- Roberto Cañedo: President de la Cámara de Diputados
- Víctor Junco: General Domínguez, governador de Jalisco
- Prudencia Griffel: Ama de bordell
- Tito Novaro: Diputat
- Agustín Isunza: Remigio Tarabana
- Manuel Arvide: General Protasio Leyva
- Carlos León: Rosas, assistent d'Aguirre
- Noé Murayama: Mayor Segura
- Arturo Soto Rangel: Director de la Cooperativa
- Narciso Busquets: Diputado agrari

## Crítiques
En 1960, després d'haver vist l'exhibició privada al cinema Versalles, l'escriptor José Revueltas va opinar que era “la primera gran pel·lícula realitzada pel cinema mexicà”. Martín Luis Guzmán va escriure una ressenya en la columna “Pequeñeces” de Cine Mundial reconeixent la labor de Bracho, on l'actor Víctor Manuel Mendoza va emfatitzar que tots els que havien participat en la pel·lícula havien estat mexicans. Es van criticar alguns anacronismes que es van escapar a l'ambientació de la pel·lícula: uns arcbotants d'enllumenat públic i uns vehicles militars. Bracho va admetre haver comès aquests petits errors, declarant que la finalitat de la pel·lícula no era convertir-se en una manifestació artística sinó en un article periodístic, va afegir que no li interessava el cinema artístic sinó el cinema-vida, el cinema-emoció, el cinema-raó, el cinema-revolucionari.
Després de la presentació a Txecoslovàquia la pel·lícula va ser criticada favorablement per l'historiador cinematogràfic francès Georges Sadoul. A Bracho se li va lliurar un premi especial per la direcció i a Tito Junco un premi per la seva actuació. Quan es va impedir l'estrena a Mèxic, el periodista José Alvarado va criticar en la revista Siempre! la postura que havien pres en la Secretaria de la Defensa. L'escriptor Carlos Pellicer va dir que si bé "era una pel·lícula tremenda, es tractava d'una obra d'art".
Aquest film ocupa el lloc 32è dins de la llista de les 100 millors pel·lícules del cinema mexicà, segons l'opinió de vint-i-cinc crítics i especialistes del cinema a Mèxic, publicada per la revista Som en juliol de 1994.

## Refeències
1. ↑  Kohut, 1995; 88
2. 1 2 3  Coordinación Nacional de Literatura. «La sombra del caudillo: del hecho histórico al lenguaje literario y su adaptación al cine». Instituto Nacional de Bellas Artes, 23-11-2010. [Consulta: 17 gener 2013].
3. 1 2 3  Instituto Tecnológico y de Estudios Superiores de Monterrey. «Películas del cine mexicano: La sombra del caudillo (1960)». Más de cien años de cine mexicano. Arxivat de l'original el 18 de juny de 2012. [Consulta: 17 gener 2013].
4. 1 2  Ibarra, 2006; 156
5. 1 2  Solórzano, Lucero. «¿Qué diría don Julio Bracho?». Excélsior, 27-11-2011. [Consulta: 17 gener 2013].
6. 1 2  Ibarra, 2006; 158
7. 1 2  Ibarra, 2006; 160
8. ↑  Ibarra, 2006; 163
9. ↑  Flores, 1990; 117-118
10. ↑  Ibarra, 2006; 165
11. 1 2  Ibarra, 2006; 166
12. ↑  Ibarra, 2006; 167
13. ↑  Ibarra, 2006; 157
14. ↑  Ibarra, 2006; 159
15. ↑  Ibarra, 2006; 164
16. ↑  Instituto Tecnológico y de Estudios Superiores de Monterrey. «Películas del cine mexicano: las 100 mejores películas del cine mexicano». Más de cien años de cine mexicano. Arxivat de l'original el 8 de febrer de 2010. [Consulta: 16 gener 2013].